# Prix de danse du cercle Carpeaux
Pour les articles homonymes, voir Carpeaux.
Le prix de danse du cercle Carpeaux est créé en 1982 à Paris, en France. Il récompense chaque année un danseur ou une danseuse (parfois un couple de deux candidats ex æquo des deux sexes) du corps de ballet de l'Opéra de Paris. Les lauréats doivent être âgés de moins de 24 ans. Un jury composé des membres du comité du cercle Carpeaux juge la présence scénique ainsi que les progrès accomplis au cours de l'année par les membres du corps de ballet. Il est destiné à attirer l'attention sur les jeunes espoirs du corps de ballet de l'Opéra de Paris. Le prix est toujours accompagné d'un montant en espèces.

## Lauréats
- 1982 : Éric Vu-An
- 1983 : Élisabeth Maurin
- 1984 : Sylvie Guillem
- 1985 : Manuel Legris et Laurent Hilaire
- 1986 : Delphine Moussin et Laurent Novis
- 1987 : Nathalie Aubin et Lionel Delanoë
- 1988 : Virginie Kempf
- 1989 : Bertrand Belem
- 1990 : Ghislaine Fallou et Gil Isoart
- 1991 : Agnès Letestu et Nicolas Le Riche
- 1992 : José Martinez
- 1993 : Aurélie Dupont
- 1994 : Jean-Guillaume Bart
- 1995 : Yann Bridard
- 1996 : Mélanie Hurel et Benjamin Pech
- 1997 : Laetitia Pujol et Marie-Agnès Gillot
- 1998 : Jérémie Bélingard
- 1999 : Eleonora Abbagnato et Karl Paquette
- 2000 : Laurence Laffon
- 2001 : Émilie Cozette et Nicolas Paul
- 2002 : Myriam Ould-Braham
- 2003 : Aurore Cordellier et Florian Magnenet
- 2004 : Dorothée Gilbert et Josua Hoffalt
- 2005 : Charlotte Ranson
- 2006 : Laura Hecquet
- 2007 : Mathias Heymann
- 2008 : Audric Bezard
- 2009 : Amandine Albisson[1]
- 2010 : Héloïse Bourdon
- 2011 : Silvia Saint-Martin et Pierre-Arthur Raveau[2]
- 2012 : François Alu
- 2013 : Sae-Eun Park et Germain Louvet
- 2014 : Hannah O'Neill
- 2015 : Hugo Marchand
- 2016 : Jérémy-Loup Quer
- 2017 : Roxane Stojanov[3]
- 2018 : Bianca Scudamore et Francesco Mura[4]
- 2019 : Antoine Kirscher[5]
- 2021 : Bleuenn Battistoni et Guillaume Diop[6]
- 2022 : Clara Mousseigne[7]
- 2023 : Inès McIntosh et Enzo Saugar[8]
- 2024 : Luna Peigné[9]